# Paul Frederick Grendler
Paul Frederick Grendler (* 24. Mai 1936 in Armstrong) ist ein US-amerikanischer Historiker.

## Leben
Grendlers Eltern waren August Paul Grendler und seine Frau Josephine Lucy, geborene Girres.
Paul Frederick Grendler erlangte 1961 seinen Master. Er heiratete am 16. Juni des nächsten Jahres Marcella T. McCann, mit der er zwei Kinder hat. 1964 wurde er an der University of Wisconsin promoviert, lehrte dann an der University of Toronto und wurde 1998 emeritierter Professor für Geschichte. Schwerpunkt seiner Forschungen war die italienische Renaissance.
Grendler war 1992 bis 1994 Präsident der Renaissance Society of America, er gehörte der American History Association an, ebenso wie der American Catholic History Association, deren Präsident er 1984 war, 2002 wurde er in die American Philosophical Society gewählt. Außerdem gehörte er der Society Italian History Studies an, deren Vizepräsident er von 2001 bis 2003 war, anschließend ihr Präsident bis 2005.

## Schriften (Auswahl)
- Critics of the Italian world 1530–1560. Anton Francesco Doni, Nicolò Franco, Ortensio Lando. Madison 1969, ISBN 0-299-05220-6.
- The Roman inquisition and the Venetian press, 1540–1605. Princeton 1977, ISBN 0-691-05245-X.
- Schooling in Renaissance Italy. Literacy and learning, 1300–1600. Baltimore 1989, ISBN 0-8018-3725-1.
- Books and schools in the Italian Renaissance. Aldershot 1995, ISBN 0-86078-455-X.
- (Hrsg.): The Encyclopedia of the Renaissance, 6 Bde., 1999.
- (Hrsg.): Renaissance. An Encyclopedia for Students, 4 Bde., 2004.